# Chinese suite (Vasilenko)
Sergej Vasilenko componeerde zijn Chinese suites in 1928 en 1931.
De Chinese suite opus 60 nr. 1 dateert uit 1928. Vasilenko werd als componist door het Sovjet-regime eropuit gezonden om volksmuziek uit de verre uithoeken van de Sovjet-Unie te kunnen verwerken in zijn eigen composities. Of hij ooit in China is geweest is onduidelijk, maar hij heeft wel werken geschreven waarin hij chinese volksmuziek heeft geïntegreerd in zijn eigen muziekstijl.

In deze compositie heeft hij de pentatonische klanken verwerkt in de (nogal)traditionele klassieke muziek in Rusland in die tijd. Dit geeft een af en toe zeer open klank aan deze compositie. Uiteraard had een en ander tot consequentie dat het orkest uitgebreid is met talloze percussie-instrumenten.

## Delen
1. Procession to the Temple of the Ancestors;
2. A spring evening;
3. Burial;
4. Joyful dance;
5. Lament of the Princess (gebaseerd op een 14e eeuw Chinees volksliedje);
6. Echo over the Golden Lake and Chinese Market.